# Apophylia kivuensis
Apophylia kivuensis es un coleóptero de la familia Chrysomelidae.
Fue descrita científicamente por primera vez en 1940 por Laboissiere.